# جوالي مارف
جوالي مارف هي قرية تتبع قضاء سيد صادق في محافظة السليمانية شمال العراق.
وقضاء سيد صادق ضمن محافظة حلبجة حسب تقسم إقليم كردستان.